# 풀케

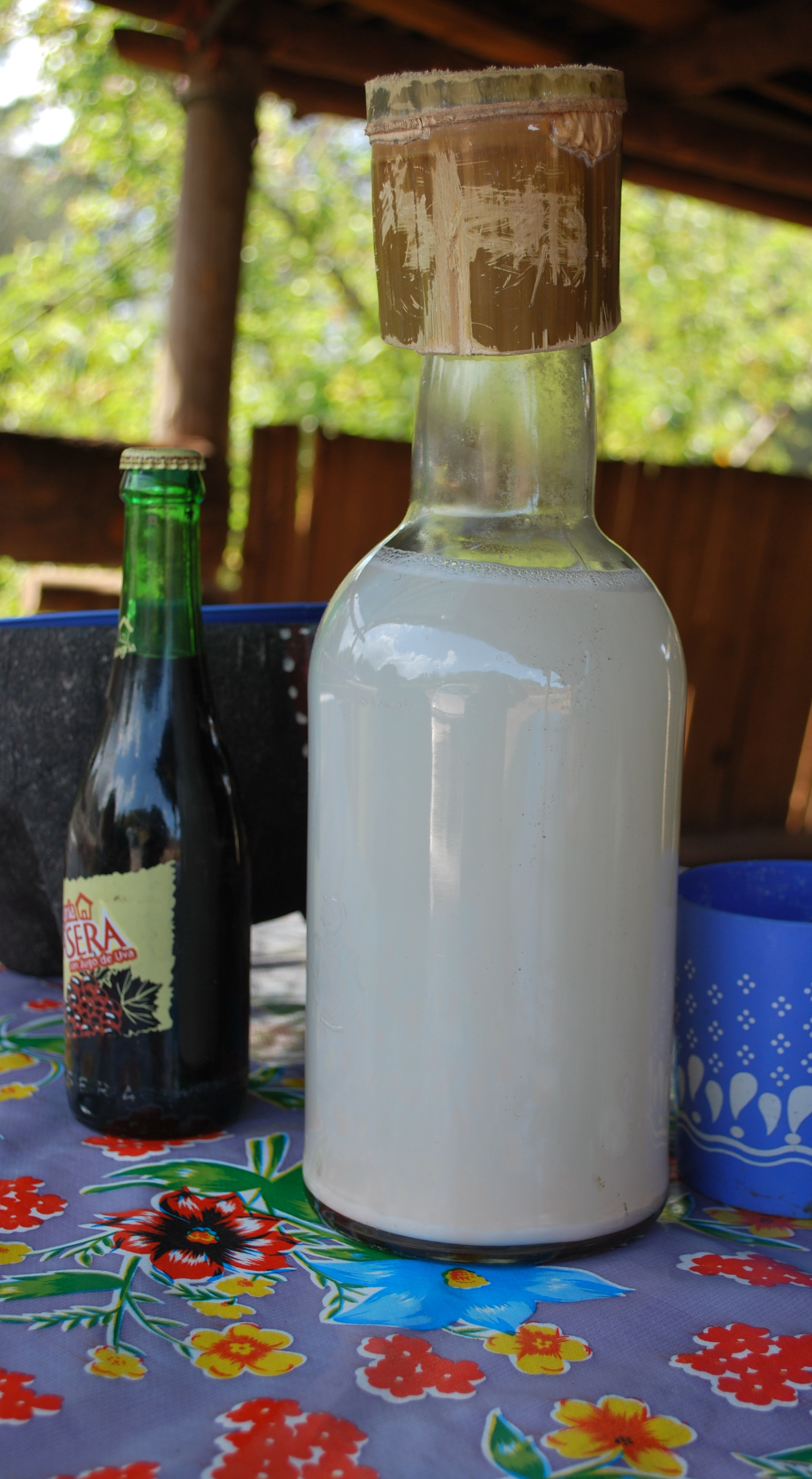

용설란술 또는 풀케(Pulque, 스페인어: ['pulke])는 용설란 식물의 발효 수액으로 만든 알코올 음료이다. 이 술은 수천 년 동안 생산되어 온 멕시코 중부에서 전통적이다. 우유 색깔, 다소 점성이 있는 일관성 및 신 효모와 같은 맛이 있다.
이 음료의 역사는 신성한 것으로 여겨졌던 메소아메리카 시대까지 거슬러 올라가며 특정 계층의 사람들에게만 사용이 제한되었다. 스페인이 아즈텍 제국을 정복한 후 음료는 세속화되었고 소비가 증가했다. 펄크의 소비는 19세기 후반에 절정에 달했다. 20세기에 음료는 쇠퇴했는데, 주로 유럽 이민자들의 도착과 함께 더욱 널리 퍼지게 된 맥주와의 경쟁 때문이었다. 그러나 풀케는 멕시코 중부의 많은 지역에서 여전히 인기가 있으며 관광을 통해 다른 곳에서 이 음료의 인기를 되살리려는 노력이 있었다. 에콰도르의 과랑고와 같은 라틴 아메리카의 다른 지역에도 유사한 음료가 존재한다.

## 같이 보기
- 치차
- 메즈칼
- 야자술
- 테킬라